# راكون لاحم
راكون مَنْعِيّ أو راتُون منعي أو راكون لاحم أو راكون آكل للسرطان (الاسم العلمي: Procyon cancrivorus) هو نوع من الحيوانات يتبع جنس الراكون من الفصيلة الراكونية. موطنه أمريكة الجنوبية. طوله نحو ٧٥ سم، ارتفاعه ٣٢. ثوبه إلى السمرة يعلو جمسه خطوط بيض حازمة. لا يغسل أكله. قوته الثمار والجذور ولكنه يرغب في بعض أنواع السرطان أخصها المنع أي السرطان.

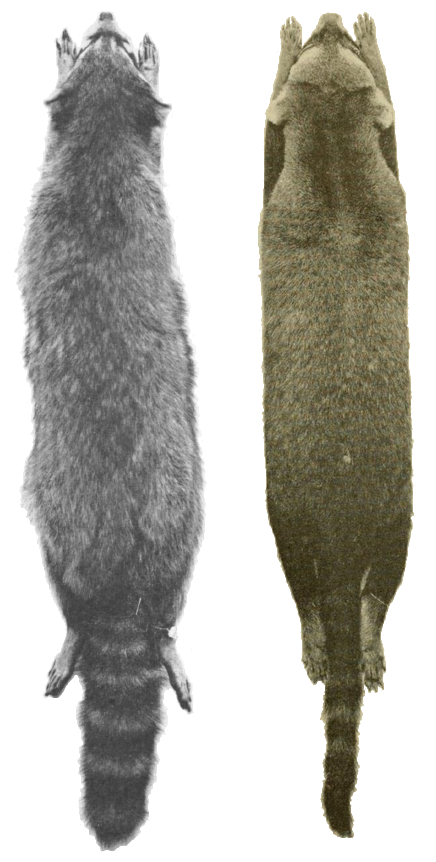
هلب راكون شائع عن يسار، وهلب راكون منعي عن يمين.
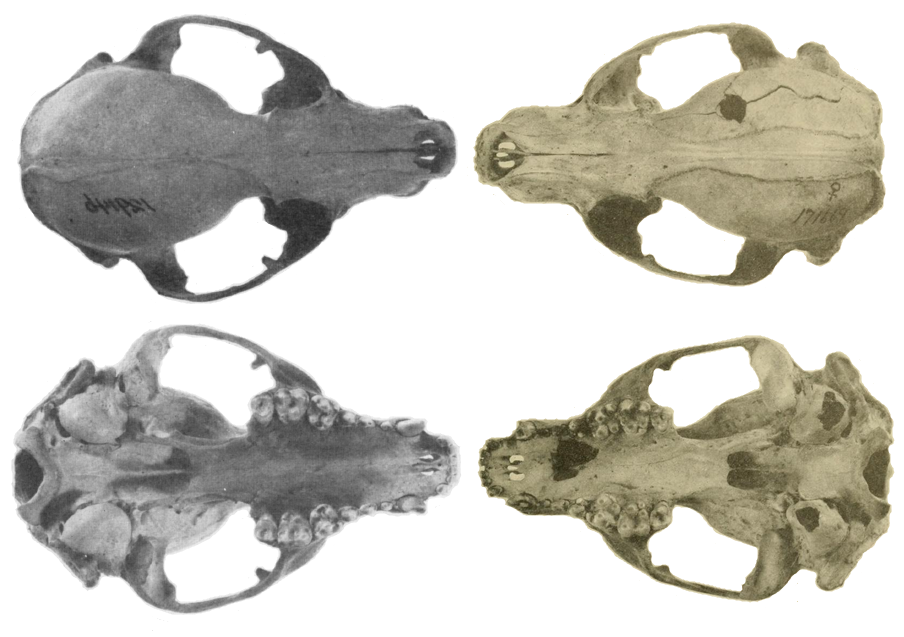
جمجمة راكون شائع عن يسار، وجمجمة راكون منعي عن يمين.
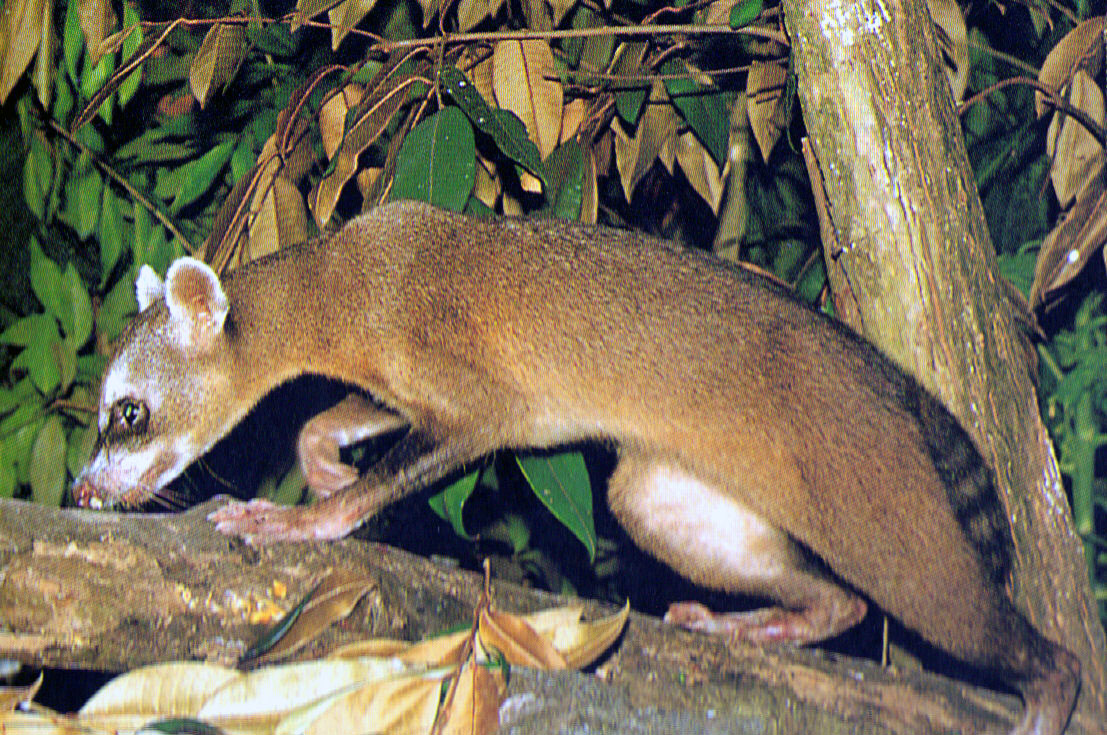